# Sandra
Sandra es un nombre femenino, apócope del italiano Alessandra, a su vez proveniente del nombre griego Ἀλέξανδρη —Aléxandri— que se traduce como "protectora o defensora de los hombres".